# Japaga
Japaga är ett samhälle i Bosnien och Hercegovina.   Det ligger i entiteten Republika Srpska, i den östra delen av landet, 50 km nordost om huvudstaden Sarajevo. Japaga ligger 1 040 meter över havet och antalet invånare är 152.
Terrängen runt Japaga är kuperad norrut, men söderut är den platt.Närmaste större samhälle är Han Pijesak, 2,6 km sydost om Japaga. 
I omgivningarna runt Japaga växer i huvudsak blandskog. Runt Japaga är det ganska tätbefolkat, med 67 invånare per kvadratkilometer.